# Madou Dossama
Madou Dossama (24 de julho de 1972) é um futebolista profissional burquinense que atua como defensor.

## Carreira
Madou Dossama representou o elenco da Seleção Burquinense de Futebol no Campeonato Africano das Nações de 2000 e 2002.